# Football Club Prishtina
Il Football Club Prishtina, noto semplicemente come Prishtina, è una società calcistica di Pristina, in Kosovo. Milita nella massima divisione cossovara ed è la più blasonata squadra di calcio del paese.

## Storia
Il Prishtina militò nel massimo campionato jugoslavo, la Prva Liga, dal 1983 al 1988. Una delle sue più importanti vittorie fu quella sulla Stella Rossa nel 1983.
Fino al 1999 la squadra ha militato, con discreto successo nel sistema calcistico iugoslavo, giocando nel suo massimo campionato nel 1992-1993 (diciottesimo posto), nel 1997-1998 (quindicesimo) e 1998-1999 (diciassettesimo).
Dal 2007 la squadra milita nel massimo campionato del Kosovo, la Superliga e Futbollit të Kosovës.
Fra i giocatori più noti che hanno militato nel club si possono citare Fadil Muriqi, Fadil Vokrri, Xhevdet Muriqi, Abdyl Bellopoja, Ardian Kozniku, Kujtim Shala, Mensur Nexhipi, Afrim Tovërlani, Goran Djorović e molti altri. 
Prende parte alle qualificazioni per la fase a gironi della UEFA Europa League 2018-2019. Qui la squadra elimina l'Europa FC rimediando un pareggio a Gibilterra e trionfando per 5-0 in casa; dopodiché seguono due pareggi senza reti nel doppio incontro con il Fola Esch, ma il club cossovaro si vede sconfitto, sebbene soltanto ai tiri di rigore. Prende parte anche all’edizione seguente, partendo sempre dal primo turno, ma questa volta viene eliminato dal St. Joseph's, altra squadra gibilterrina. Nella UEFA Champions League 2021-2022 vince 2-0 contro il Folgore/Falciano nella semifinale del mini-torneo preliminare e di nuovo 2-0 nella finale, contro il Inter d'Escales. Si qualifica così al primo turno di qualificazione, dove affronta il Ferencvaròs, che batte il piccolo club con un 6-1 totale.

## Palmarès

### Competizioni nazionali
- 2. Savezna liga: 1

1982-1983 (girone est)
- Druga liga SR Jugoslavije: 1

1996-1997 (girone est)
- Campionato kosovaro: 11

1991-1992, 1995-1996, 1996-1997, 1999-2000, 2000-2001, 2003-2004, 2007-2008, 2008-2009, 2011-2012, 2012-2013, 2020-2021
- Coppa del Kosovo: 9

1993-1994, 1994-1995, 2005-2006, 2012-2013, 2015-2016, 2017-2018, 2019-2020, 2022-2023, 2024-2025
- Supercoppa del Kosovo: 8

1996, 2001, 2004, 2008, 2009, 2013, 2016, 2020

### Altri piazzamenti
- 2. Savezna liga:

Secondo posto: 1966-1967 (girone est), 1971-1972 (girone est), 1972-1973 (girone est)
Terzo posto: 1969-1970 (girone est), 1973-1974 (girone est)
- Kup Maršala Tita:

Semifinalista: 1987-1988
- Campionato kosovaro:

Secondo posto: 2009-2010, 2010-2011, 2016-2017, 2017-2018, 2018-2019
Terzo posto: 2013-2014
- Coppa del Kosovo:

Finalista: 2008-2009, 2010-2011, 2023-2024
Semifinalista: 2020-2021, 2021-2022
- Supercoppa del Kosovo:

Finalista: 1994, 2000, 2012, 2018, 2021
- Coppa Mitropa:

Secondo posto: 1983-1984

## Statistiche e record

### Statistiche nelle competizioni UEFA
Tabella aggiornata alla stagione 2020-2021.
| Competizione                  | Partecipazioni | G  | V | N | P | RF | RS |
| ----------------------------- | -------------- | -- | - | - | - | -- | -- |
| Coppa UEFA/UEFA Europa League | 5              | 11 | 1 | 5 | 5 | 8  | 16 |

## Organico

### Rosa 2021-2022
Aggiornata al 16 febbraio 2022.
| N. |                                 | Ruolo | Calciatore     |
| -- | ------------------------------- | ----- | -------------- |
| 1  | Kosovo (bandiera)               | P     | Artan Racaj    |
| 3  | Kosovo (bandiera)               | D     | Florim Humolli |
| 4  | Kosovo (bandiera)               | D     | Mervan Hoxha   |
| 5  | Kosovo (bandiera)               | D     | Visar Berisha  |
| 6  | Kosovo (bandiera)               | D     | Arben Zhjeqi   |
| 7  | Bosnia ed Erzegovina (bandiera) | A     | Suad Saliagiq  |
| 8  | Macedonia del Nord (bandiera)   | A     | Ertan Hasan    |
| 10 | Kosovo (bandiera)               | C     | Bardhyl Kaçiu  |
| 11 | Kosovo (bandiera)               | A     | Enis Fetahu    |
| 12 | Kosovo (bandiera)               | P     | Feim Statovci  |
| 13 | Kosovo (bandiera)               | D     | Shiqiri Alili  |
| 14 | Kosovo (bandiera)               | C     | Burim Shabani  |
| 15 | Kosovo (bandiera)               | D     | Driton Vokshi  |
| 16 | Kosovo (bandiera)               | D     | Korab Osmani   |
| 17 | Kosovo (bandiera)               | C     | Isuf Llumnica  |

| N. |                    | Ruolo | Calciatore      |
| -- | ------------------ | ----- | --------------- |
| 18 | Kosovo (bandiera)  | C     | Agron Skeraj    |
| 19 | Kosovo (bandiera)  | C     | Azem Ahmeti     |
| 21 | Kosovo (bandiera)  | C     | Nikollë Dushi   |
| 23 | Kosovo (bandiera)  | C     | Ardian Kozhani  |
| 24 | Kosovo (bandiera)  | C     | Tahir Ademi     |
| 25 | Albania (bandiera) | D     | Liridon Kukaj   |
|    | Kosovo (bandiera)  | D     | Dritan Krasniqi |
|    | Albania (bandiera) | D     | Liridon Leci    |
|    | Albania (bandiera) | D     | Debatik Curri   |
|    | Kosovo (bandiera)  | C     | Lorik Maxhuni   |
|    | Kosovo (bandiera)  | A     | Mentor Zhdrella |
|    | Albania (bandiera) | A     | Mërgim Neziri   |
|    | Albania (bandiera) | A     | Ahmed Januzi    |
|    | Albania (bandiera) | D     | Armend Dallku   |
|    | Ghana (bandiera)   | A     | Sadam Sulley    |

## Presidenti
Lista dei presidenti della squadra dal 1971 ad oggi.
- Borislav Božović (1971)
- Gani Pula (1971-1973; 1976-77)
- Ramadan Vraniqi (1973-1976)
- Blagoje Kostić (1977-1981)
- Nazmi Mustafa (1981-1982)
- Sadik Vllasaliu (1982-1983)
- Mehmet Maliqi (1983-1984)
- Muharrem Ismajli (1984-1986)
- Bajram Tmava (1986-1988)
- Živorad Ivić (1988-1989)
- Shefqet Keqekolla (1989)
- Mile Savić (1989-1990)
- Beqir Aliu (1991-1999)
- Remzi Ejupi (2007-oggi)